# Induktive Sicherung anfahrender Züge
Die induktive Sicherung anfahrender Züge (kurz: INA) ist eine sicherungstechnische Maßnahme in Bahnhöfen, mit der anfahrende Zugfahrten bei einer unzulässigen Vorbeifahrt am Halt zeigenden Signal in jedem Fall vor dem ermittelten Gefahrpunkt zum Halten kommen.

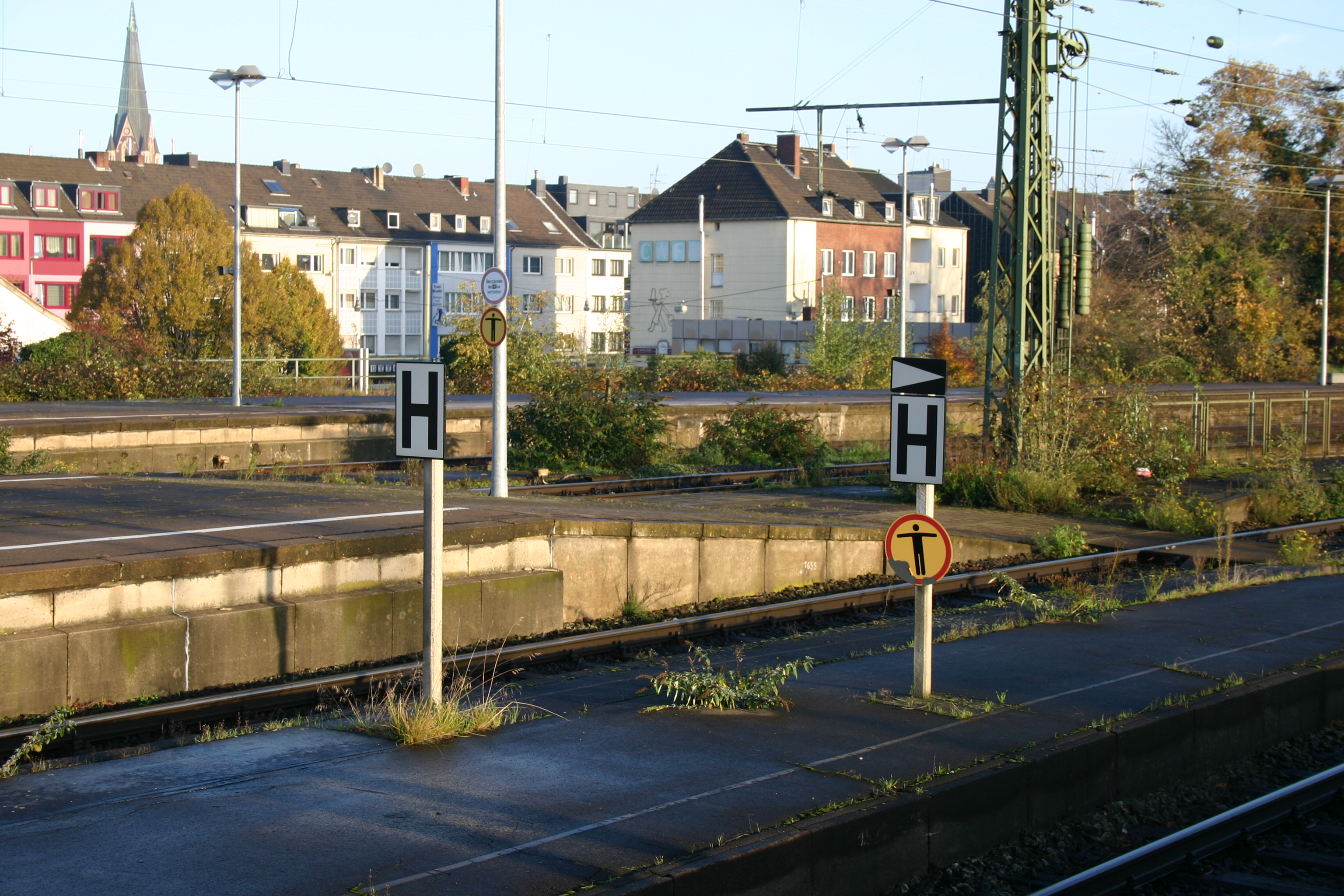
Haltetafeln kennzeichnen den sicherheitsbestimmten Halteort eines planmäßig haltenden Zuges

Durch ein rechnergestütztes Programm werden alle möglichen Halteorte aller planmäßig haltenden Triebfahrzeuge an einer Zugmeldestelle – insbesondere in Bahnsteigbereichen – in Betracht gezogen. Auf dieser Grundlage wird ermittelt, innerhalb welcher Distanz die am Halt zeigenden Signal vorbeifahrenden Zugfahrten zum Halten kommen. Maßgeblich hängt diese Distanz von der bis zum Hauptsignal erreichten Geschwindigkeit eines Zuges und damit den fahrdynamischen Eigenschaften der dort planmäßig haltenden Triebfahrzeuge ab. Vorsignale sowie Vorsignalwiederholer sind weitere notwendige Eingangsgrößen für die INA-Berechnung. Die maßgebende Gefahrenstelle ist derjenige Ort, an dem als erstes eine Gefahr bei unzulässiger Vorbeifahrt am Haltebegriff eintritt – dies kann das Grenzzeichen einer Weiche oder ein Bahnübergang sein. Auf Basis der sogenannten INA-Berechnung ergeben sich aus den oben errechneten Werten sichere Bereiche, aus denen gegen ein Halt gebietendes Signal anfahrende Züge bis schließlich über das Halt zeigende Signal hinaus in jedem Fall vor der maßgebenden Gefahrenstelle zum Halten gebracht werden. Die planmäßigen Halteorte eines Zuges liegen immer in den sicheren Bereichen. Hierzu werden Haltetafeln – häufig in Abhängigkeit der Zuglänge – entlang des Gleises platziert und Kennzeichnen so für die jeweiligen Zugfahrten den sicherheitsbestimmten Halteort.
Zur zusätzlichen Erhöhung der Betriebssicherheit existiert für 500-Hz-Gleismagnete eine Ausnahme, diese abweichend flexibel innerhalb eines Bereiches von 150 bis 300 Meter vor dem dazugehörigen Hauptsignal zu verlegen. Unabhängig davon muss der 500-Hz-Gleismagnet weiterhin die erforderliche Schutzstrecke wahren. Bei beginnenden Zugfahrten können zusätzliche 500-Hz-Gleismagneten innerhalb sehr kurzer Abstände bis wenige Meter vor das entsprechende Hauptsignal verlegt werden. Praktiziert wird dieses Verfahren insbesondere in Kopfbahnhöfen.
In Bahnhöfen mit ETCS Level 2 ohne Signale werden keine Haltetafeln mehr aufgestellt und somit auch keine INA-Berechnung erforderlich. Bei Bedarf können Halteorte durch das Orientierungszeichen „Zuglänge“ gekennzeichnet werden, das den verkehrlich günstigsten Halteplatz des Zuges kennzeichnet.